# Rákok
A rákok (Crustacea) az ízeltlábúak (Arthropoda) törzsébe tartozó parafiletikus – a hatlábúakat (Hexapoda) nem tartalmazó – korábbi altörzs. A megfelelő, a hatlábúakat is tartalmazó klád a Pancrustacea.
5 osztály tartozik az altörzsbe. Legtöbbjük vízi, de számos fajuk áttért szárazföldi életmódra. Körülbelül 40 000 fajuk ismert. A rendszerezés kedvéért fontos kiemelni, hogy nem azonosak a rákszabásúakkal.

## Származásuk, elterjedésük
Jelentős részük tengerekben vagy édesvízben él és kopoltyúval lélegzik. Sok fajuk a szárazföldi környezethez alkalmazkodott; ezeknek tüdejük van.

### Magyarországon
Magyarország területén 3 őshonos tízlábú rákfaj él. A leggyakoribb a folyami rák (Astacus astacus), elsősorban lassú folyású vizeinkben él. A szintén őshonos, szigorúan védett kövi rák (Austropotamobius torrentium) hegyvidéki patakjainkban (főleg a Pilis, Börzsöny, Kőszegi-hegység, Budai-hegység) él. Állománya mára jelentősen megritkult. A kecskerák (Astacus leptodactylus), a múlt században nyugat felé terjeszkedve jutott el hozzánk. Elsősorban az alföldi, nyugodt folyású vizeket kedveli.
Őshonos fajainkat három betelepített rákfaj szorítja ki egyre jobban élőhelyeiről: ezek a jelzőrák (Pacifastacus leniusculu), az amerikai vörösollós rák (Procambarus clakrii) és az amerikai cifrarák (Orconectes limosus), mindhárom észak-amerikai eredetű faj.

## Rendszerezésük

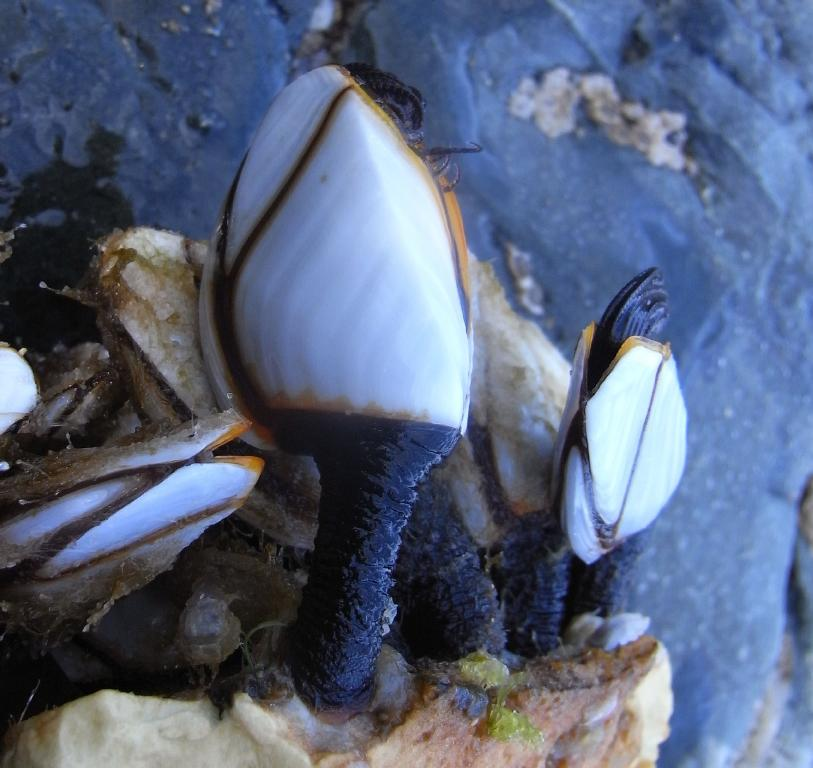
A kacslábú rákokhoz tartozó kacsakagyló (Lepas anatifera)

Az altörzsbe az alábbi osztályok tartoznak:
- ősrákok (Cephalocarida)
- levéllábú rákok (Branchiopoda) vagy (Phyllopoda)
- gályarákok (Remipedia)
- állkapcsilábas rákok (Maxillopoda) többek között ide tartoznak a haltetvek (Branchiura), kagylósrákok (Ostracoda)
- felsőbbrendű rákok (Malacostraca)

Hagyományosan nem sorolják a rákok közé a hatlábúak kládját, melybe a rovarok is tartoznak. Mivel a hatlábúak a rákokból fejlődtek, a rákok csoportja parafiletikus, de a hatlábúakat is tartalmazó Pancrustacea klád.

## Külső felépítésük

Az ábrán a Malacostrata osztályba tartozó Amphipoda rend fajainak anatómiai felépítése látható

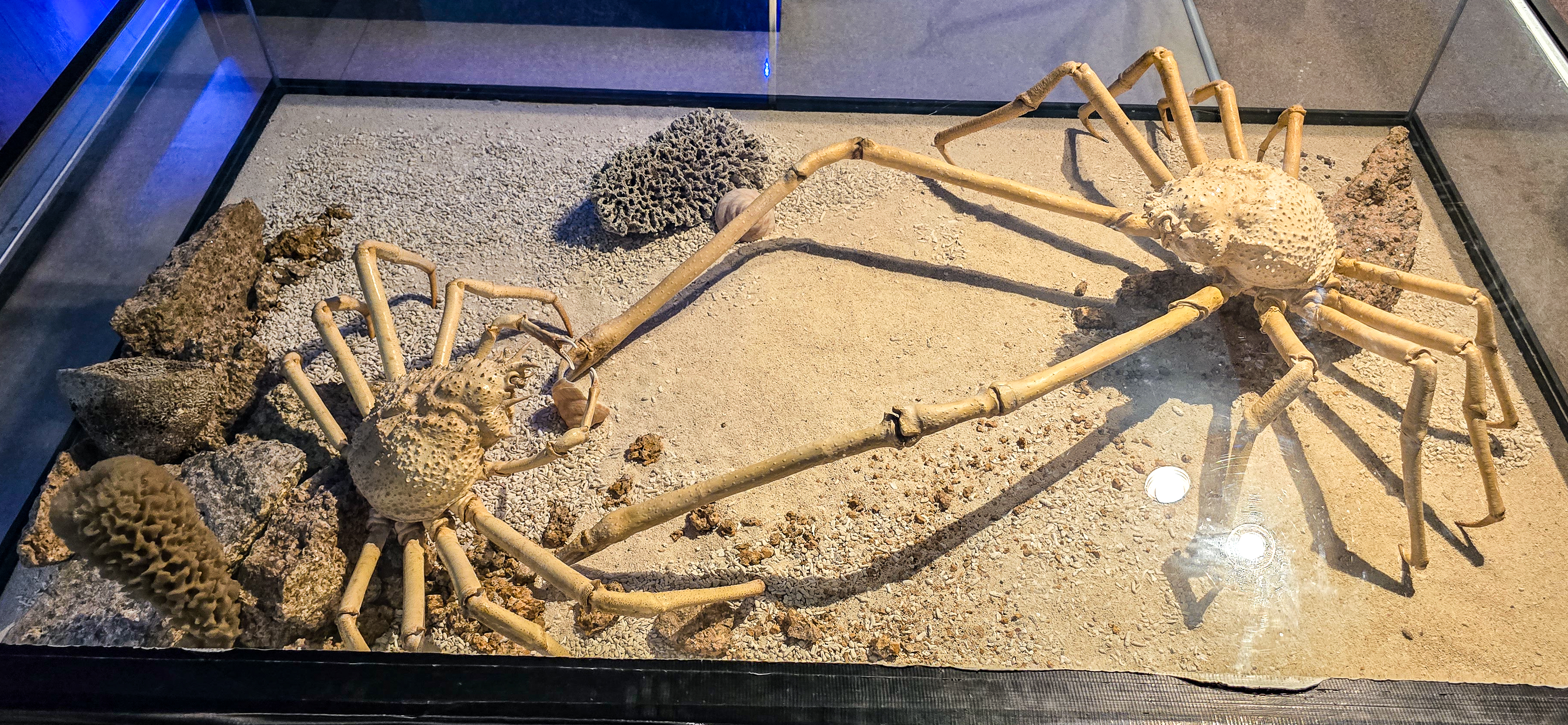
Óriás japán rákok

A rákok közé rendkívül változatos méretű (0,5 mm - 4 m) és felépítésű fajok tartoznak. A legnagyobb méretű faj az óriás japán rák, ollóinak fesztávolsága 3,7 méter, súlya 19 kg is lehet. Gerinctelen állatok, külső vázuk kitines kutikula, melyet a köztakarójuk termel, és többnyire mészsók rakódnak bele. A kutikula nem élő része az állatnak, időről időre vedlenek (Ecdysozoa). Ilyenkor az új váz megszilárdulásáig nagyon sérülékenyek (vajrák), ez idő alatt többnyire rejtőzködnek. Kutikulájuk az ízek határán vékony és rugalmas marad, ízületi hártyát képez, így az egyes szelvények képesek elmozdulni egymáshoz képest. A vázhoz az izmok belülről tapadnak.
Két–három testtájuk van: fejtor és potroh. A fej és a tor egyes szelvényei (akár az összes is) gyakran összenőnek, fejtort (cephalothorax) alkotnak, de előfordulhat a tor és a potroh egyes szelvényeinek összenövése is például a gályarákok (Remipedia) osztályában. A rákok testtájai nem homológok a rovarokéval.
A fej minden esetben öt valódi szelvényből áll, ehhez általában egy hatodik is kapcsolódik, ez a szemnyél (acron). A tor és a potroh szelvényszáma változó lehet, a felsőrendű rákoknál a tor 8, a potroh 6+1 szelvényből áll (a plusz egy szelvény a potroh végén található telson). A pajzsos levéllábú rákoknál viszont akár negyven torszelvény is előfordulhat. Végtagok mind a három testtájon előfordulhatnak, ezek megléte, száma az egyes csoportokra jellemző.
Egyes csoportok carapaxa erősen módosulhat, és körülveheti akár az egész testet is. Ilyen figyelhető meg például a kagylósrákok, vagy a levéllábú rákok esetében. Szélsőséges specializáció figyelhető meg a kacslábú rákoknál, amelyeket első ránézésre akár kagylónak is nézhetnénk.
A világítórákok csoportjában speciális világítószervek alakultak ki.

### A lábak
A rákok lábának alapszabása a hasadtláb (schizopodium), ez a legősibb lábtípus. Ebből vezethető le a három pár szájszerv és a második csáppár is. Módosulásával jön létre a pálcaláb (pereiopodium), ami szintén módosulhat ollós lábbá, vagy pengelábbá; illetve a levélláb (phyllopodium). Többnyire az ivadékgondozásban vesznek részt a potrohlábak (uropodium).
A rákok lába három részből áll: tőíz (protopodit), külső ág (exopodit) és belső ág (endopodit). Ezek egyes csoportoknál redukálódhatnak, vagy módosulhatnak is.

### A fej és végtagjai

Egy integetőrák testfelépítése.
1. Ollós lábak 2. Szemek 3. Csápok 4. Rostrum
5-6-7. A láb ízei 8. Hátpajzs 9. Járólábak

A rákok feje öt szelvényből áll, minden szelvényhez egy pár végtag tartozik, ezek az érzékelésben és a táplálkozásban vesznek részt. Az első szelvényhez csatlakozik az első pár csáp (antenna 1, v. antennula), a másodikhoz a második pár csáp (antenna 2, v. antenna). Ezek fő feladata az érzékelés (mechanikai és kémiai ingereket fognak fel). A harmadik, negyedik és ötödik szelvény végtagjai a táplálkozásra módosultak. Ezek sorrendben az egy pár rágó (mandibula), az első pár állkapocs (maxillula v. maxilla 1) és a második pár állkapocs (maxilla v. maxilla 2). A rágó feladata a táplálék felaprítása, a két pár állkapocs a lehulló törmeléket szedegeti fel.
Az egyes végtagoknak egyéb módosulásai is lehetnek (például a haltetveknél kapaszkodó és tapadó szervek, szúró-szívó szájszerv), általában azonban a fenti séma jellemzi a csoportot.

### A tor és végtagjai
A tor változó szelvényszámú lehet. A rajta található végtagok tövében találhatóak a kopoltyúk. A tor első néhány pár lába módosulhat állkapcsi lábbá (maxillipedes) ezeken találhatóak egyes csoportokban a jól ismert, kisebb-nagyobb méretű ollók. A többi láb rendszerint járóláb funkciót tölt be, de módosulhatnak evezőlábbá, vagy egyes csoportokban átvehetik például a tapogató csápok szerepét.
A tor hasi oldalán alakulhat ki néhány csoportban az úgynevezett költőtáska, vagy marsupium, a torlábakon képződő költőlemezekből. A nőstény ebben hordja petéket kikelésükig.

### A potroh és végtagjai
Potrohlábak csak a felsőrendű rákoknak lehetnek. Szerepük lehet az állat mozgásában (úszó vagy ugrólábak) a párzásban illetve az ivadékgondozásban. Az ászkák kopoltyúi is a potrohlábak tövében találhatóak. Az Oniscidea csoportban a potrohlábak exopoditja fehérszervvé (tracheális szerv) alakul, ami a szárazföldi állatok légzését segíti.

## Szervrendszereik

### Köztakarójuk
A rákok köztakarója egyrétegű (egy sejtsorból álló), ectodermalis eredetű hengerhám (hypodermis). Sejtjei kitines kutikulát termelnek, amelybe különböző mészsók rakódhatnak, ezt hívják héjnak vagy páncélnak (crusta - innen kapta a csoport a latin nevét). A héj pontos összetétele fajtól és élőhelytől is függ, a tízlábú rákoknál általában a héj kb. 60%-át alkotják szervetlen sók.
A héj egy hátlemezből, két oldallemezből és egy hasi lemezből áll. A fej és a tor hátlemezei (tergitjei) gyakran összenőnek, fejtorpajzsot alkotnak.
Vedléskor az állat köztakarójának mirigyei által termelt váladék kioldja a mészsókat a páncélból, és visszaszívja keringési rendszerbe. Ezután kezdődik az új kutikula szintézise a régi alá. A régi páncél a hátoldalon hosszirányban megreped, az állat kibújik belőle. Mivel az új kutikulája ekkor még lágy, az állat ebben az állapotban nagyon sérülékeny, valamint mozgásában is korlátozott, hiszen a kutikula a mozgásban is részt vesz külső vázként. A vedlésnek ebben a szakaszában a vízfelvétel ugrásszerűen megnő, ennek következtében az állat térfogata szintén növekszik, mintegy felfújja magát, amit a lágy kutikula még lehetővé tesz. A héj így, tág állapotban szilárdul meg az elraktározott mészsók újbóli beépülésével. A vedlés folyamata hormonálisan szabályozott.

### Emésztőrendszerük

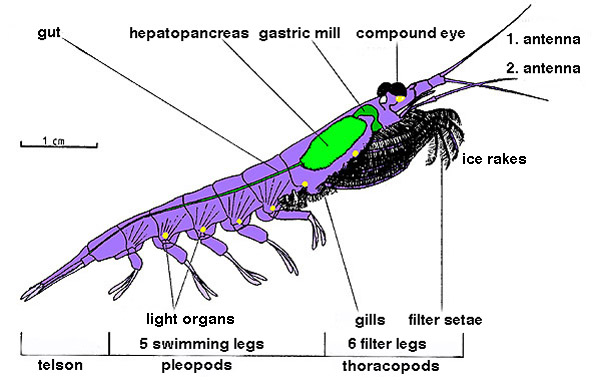
Egy világítórák (krill) testfelépítése

A rákok emésztő szervrendszere elő-, közép-, és utóbélre tagolódik. Az elő és utóbél külső csíralemez eredetű (ectodermalis), így ezek felszínét kutikula borítja, a középbél belső csíralemez eredetű, kutikulás borítása nincs.
A rákok a táplálékukat első pár járólábuk ollóival ragadják meg, majd az állkapcsi lábaikkal tartják a szájnyílásuk elé. Itt a rágókkal (mandibula) felaprítja azt, majd a két pár állkapoccsal a lehulló darabokkal együtt a szájnyílásba juttatja. A szájnyílásból a táplálék a nyelőcsövön keresztül jut a gyomorba.
A gyomor még szintén az előbél része, kutikulával bélelt, emésztőnedveket nem termel. Feladata elsősorban a táplálék további aprítása, illetve a táplálékszemcsék méret szerinti osztályozása. Felépítése rendkívül összetett.
A táplálék finom szemcsés része a középbélbe jutva a középbéli mirigybe (hepatopancreas) szívódik fel. A rákokban középbéli mirigy látja el a gerincesek májának és hasnyálmirigyének funkcióját (erre utal a neve is: hepar=máj, pancreas=hasnyálmirigy), vagyis emésztőenzimeket termel, tápanyagokat raktároz, és részt vesz a méreganyagok lebontásában. A félig emésztett táplálék innen visszakerülhet a gyomorba, ahol még jobban összekeveredik az emésztőnedvekkel, majd innen jut középbélen keresztül az utóbélbe.
A táplálék durva szemcséjű részei, amelyek megsértenék a középbél hámját és a középbéli mirigyet (minthogy nincs kutikulás borításuk), a középbélben egy elkülönült téren keresztül közvetlenül az utóbélbe jutnak.

### Keringésük és testüregrendszerük

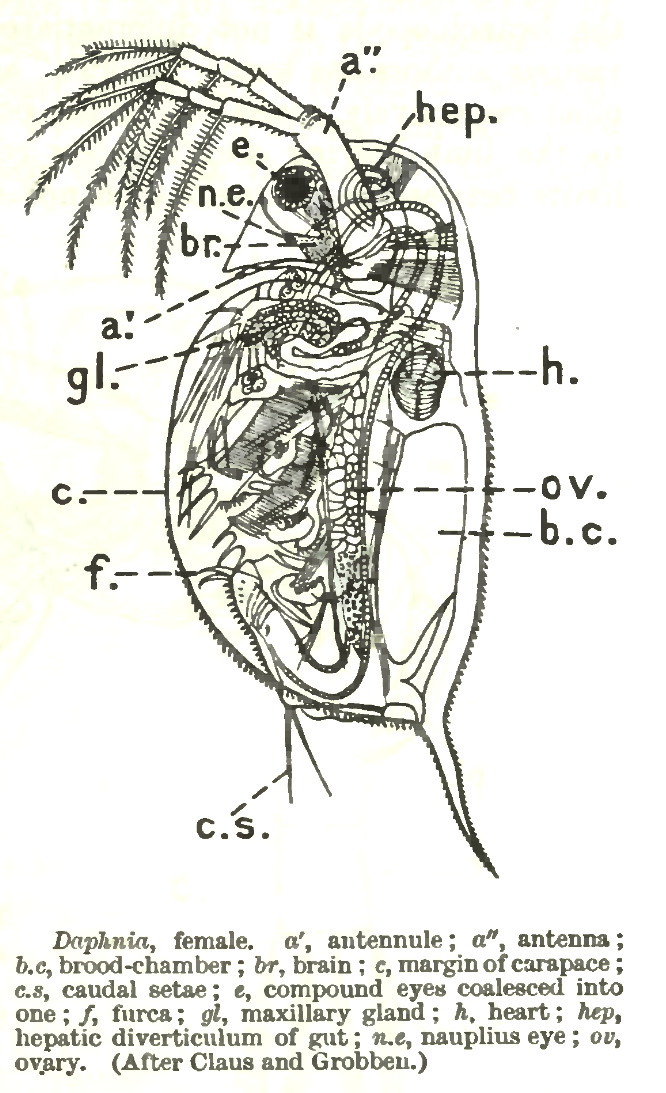
A vízibolhák (Daphnia) belső szervei

A rákok keringési rendszere nyílt, vagyis a szívből jövő erekből a testfolyadék a szövetek közé ömlik, nem (vagy csak egyes helyeken) alakul ki hajszálérrendszer. Testfolyadékuk vérnyirok (haemolympha), amely az elsődleges és másodlagos testüreg összenyílásával létrejövő, ún. kevert testüreg (myxocoel) folyadéka. A másodlagos testüreg gyakorlatilag csak a kiválasztás és ivarszervek üregeiként maradt meg elkülönülve. A myxocoelt a fejtori részen egy kötőszövetes hártya (a septum pericardiale) egy hasi és egy háti részre osztja. A hasi részben helyezkednek el a fejtor zsigeri szervei a szív kivételével (innen kapta a nevét: sinus visceralis, visceralis=zsigeri), a háti részben pedig a szív helyezkedik el (sinus pericardialis pericardialis=szív körüli).
A keringés központja az együregű szív, amely a fejtor hátsó részén, közvetlenül a hátpajzs (carapax) alatt helyezkedik el. Két rétegből áll. A belső réteg a szívizmok összeolvadásából jön létre, ez teszi lehetővé a szív összehúzódását (szisztolé). A külső réteg egy néhány sejtsor vastagságú kötőszövetes tok, az ebből eredő páros kötőszöveti szalagok rögzítik a szívet a hátpajzshoz, valamint a szív elernyedésekor (diasztolé) ezek segítik az újbóli kitágulást. A szív összehúzódását kiváltó inger idegi eredetű (neurogén), a szív hátoldali részén fekvő idegdúc szabályozza.
A szívbe a friss, oxigéndús hemolimfa három pár szájadékon át folyik folyik be a sinus pericardialisból, ahová a kopoltyúkból jövő erek szállítják el. Összehúzódáskor a vérnyirok az 5 nagy artériába kerül, ezek futnak a belső szervekhez és az izmokhoz. Szerkezetük eltér a gerincesek artériáitól. A szervek közelében az artériák elágaznak, a vérnyirok bekerül a szövetek közti ún. lakunákba. Bizonyos szervekben, például az agydúcban és a zöldmirigyben, kialakulhat hajszálérrendszer. A szervekből az elhasznált vérnyirok a páros oldalsó sinusokba szedődik össze, amelyek a kopoltyúkba vezetik. Itt oxigént vesz fel, majd visszakerül a szívbe.
A vérnyirok fő funkciói a tápanyagok és bomlástermékek, valamint a légzési gázok szállítása. Ez utóbbit jórészt a vérben oldott, réztartalmú hemocianin nevű vegyület végzi. A vérnyiroknak vannak sejtes elemei is, ezek elsősorban az sejtes immunválaszban vesznek részt.

### Légzésük
A rákok hám eredetű, bojtos kopoltyúkkal lélegeznek. Ezek leggyakrabban a fejtor két oldalán, a lábak tövén helyezkednek el. Sok helyen a potrohlábakhoz (is) tartoznak kopoltyúk, a szárazföldi rákok esetében pedig a kopoltyúk mellett kisegítő légzőszervek is kialakultak. Egyes csoportoknál a gázcsere a teljes testfelületen át történik.
A felsőrendű rákoknál a kopoltyúkat a fejtorpajzs felső részéről eredő kopoltyúfedő védi a sérülésektől. A kopoltyúfedő hasi oldalán áramlik be a friss víz a kopoltyúkhoz, ezt a második pár állkapocs nyúlványának (az ún. scaphognathitnak) az állandó csapkodásával biztosítja. Az egyes kopoltyúba vezető (afferens) erekből a hemolimfa a kopoltyúk hámrétege alá ömlik, itt történik meg a gázcsere, majd egy innen elvezető (efferens) sinusba szedődik össze, ami a szívhez szállítja azt.

### Kiválasztásuk
A rákok kiválasztószervei módosult metanephridiumok. Ezek az alsórendű rákok esetében általában a második pár állkapocs szelvényében (állkapcsi mirigy), felsőrendű rákoknál pedig a csáp szelvényében (csápmirigy) alakulnak ki.
Az állkapcsi mirigyben az elsődleges szűrlet a véghólyag falán keresztül átszűrődve képződik a hemolimfából. A véghólyag a metanephridiumok területén megmaradt másodlagos testüregrészlet. A szűrlet a kiválasztócsövön keresztül jut el a kiválasztónyíláshoz, eközben egyes anyagai visszaszívódnak, míg más anyagok kiválasztódnak bele. A végleges vizelet az állkapocs alapízén található kiválasztónyíláson keresztül jut a szabadba.
A csápmirigy vagy más néven zöldmirigy szintén coeloma eredetű véghólyaggal kezdődik, ennek falán keresztül történik az ultraszűrés. A véghólyag ürege a zöldtest üregrendszerében húzódik tovább, itt aktív kiválasztás is történik. Mind a véghólyag, mind a zöldtest fala gazdag hajszálerekben. A szűrlet innen a szintén a zöldtest területén futó kanyarulatos csőbe kerül, ennek sejtjei elsősorban kationokat és cukrokat szívnak vissza belőle. A végleges vizelet a húgyhólyag jut, majd innen a csáp tövén elhelyezkedő kivezető póruson keresztül távozik.
A zöldmirigynek fontos feladata a szervezetre káros ún. xenobiotikumok hatástalanítása, és eltávolítása is.
A rákok kiválasztásában a metanephridiumokon kívül jelentős szerep jut a kopoltyúknak is, elsősorban az ammónia kiválasztásában.

### Idegrendszerük
A rákok dúcidegrendszerrel rendelkeznek. Ez két fő részre különül: a központi idegrendszerre, amely az agydúcból, a garatalatti dúcból és a hasdúcláncból áll, és a környéki idegrendszerre, amelyet az ezekből kilépő idegek alkotnak.
Az agydúc három funkcionálisan elkülönülő részre osztható, ezek a protocerebrum, a deuterocerebrum, és a tritocerebrum. Az agydúc a legelső három embrionális szelvény dúcainak összeolvadásából alakul ki.
A protocerebrum oldalsó részein találhatóak a látóidegek, és a gombatestek (corpora pedunculata). A gombatestek az idegrendszer legfőbb asszociatív központjai, itt történik az ingerületek és a rájuk adandó válaszok összehangolása. Szintén itt található a centrális test, ahol a jobb és bal oldali pályák egy része átkereszteződik, valamint a le- és felszálló pályák nagy része is itt fut.
A deuterocerebrum feladata az első pár csáp (antennula) beidegzése érző és mozgató pályákkal, valamint a csápból beérkező ingerületek feldolgozása és továbbítása.
A tritocerebrum a rákok legfőbb vegetatív központja, beidegzi az emésztőrendszer első szakaszait, valamint belőle indul ki a garatideggyűrű.
A garatalatti dúc a negyedik, ötödik, és hatodik testszelvény dúcainak összeolvadásából jön létre. Feladata a szájszervek beidegzése. Az innen kiinduló óriásrostok a hasdúcláncon végigfutva gátolják az egyes mozgatóneuron. Az állat úgy hoz létre valamilyen mozgást, hogy a megfelelő mozgatóneuronok gátlását feloldja.
A hasdúclánc dúcai az egyes szelvények működéseit szabályozzák, érző- és mozgatórostokkal hálózva be azokat. Nem függetlenek a magasabbrendű központoktól: továbbítják feléjük az ingerületeket, a felsőbb központok pedig szabályozzák a dúcok működését.

### Neuroendokrin szerveik
A neuroendokrin rendszer a szervezet hormonális szabályozását végzi. Központi és környéki szervekből áll.
A központi szervek a központi idegrendszer idegi eredetű, neurohaemalis szervei. A neurohaemalis szervek (többek között) olyan idegsejtekből állnak, amelyek váladékot termelnek, és közvetlenül a vérbe (illetve rákoknál a hemolimfába) ürítik azt. Ez legtöbbször valamilyen hormonhatású anyag. Ezek közül legfontosabb az X-szerv-szinuszmirigy-komplexum, amely a szemnyélben helyezkedik el. Ennek legfontosabb funkciói a vedlésben az Y-szerv gátlása. Ezen kívül számos hormonhatású vegyületet termel, amelyek szabályozzák az ivari működést, a vízháztartást és a szénhidrát anyagcserét, valamint a pigmentsejtek működését.
A perifériás endokrin szervek nem idegi eredetűek. Közülük az Y-szerv a legfontosabb, ez a vedlés szabályozásában játszik szerepet. Hormonja a vedlési hormon, az ún. crustecdyson, amelynek termelődése megindítja a vedlést. Az Y-szerv az X-szerv-szinuszmirigy-komplexum gátlása alatt áll, csak akkor termel vedlési hormont, ha ez a gátlás megszűnik.

### Érzékszerveik
A rákoknak többnyire a többi állathoz hasonlóan látó, szagló (ízérző) és mechanikai érzékszerveik vannak. Hallószervük nem alakult ki.
Szemük általában pontszem és/vagy nyélen ülő összetett szem, amely a rovarokéval gyakorlatilag megegyező felépítésű. Számos faj csak pontszemmel rendelkezik (pl. az evezőlábú rákok (Copepoda) alosztálya), néhányuk pedig az életmódjuk következtében vak (pl.: a barlanglakó fajoknak rendszerint nincs szemük).
Mechano- és kemoreceptoraik főleg a szájnyílás körül, a csápokon, esetenként a lábakon találhatóak nagyobb tömegben. Speciális mechanoreceptor alkotja a rákok egyensúlyérző szervét, az ún. sztatocisztát. Ez az első pár csáp tövén található, felülről nyitott üreg, amelynek belsejét érzékhám borítja. Az állat vedlés után apró homokszemcséket vesz fel az üregbe, amelyeknek az érzékhámra nehezedő súlya által az állat képes érzékelni a testhelyzetét.

## Életmódjuk, élőhelyük

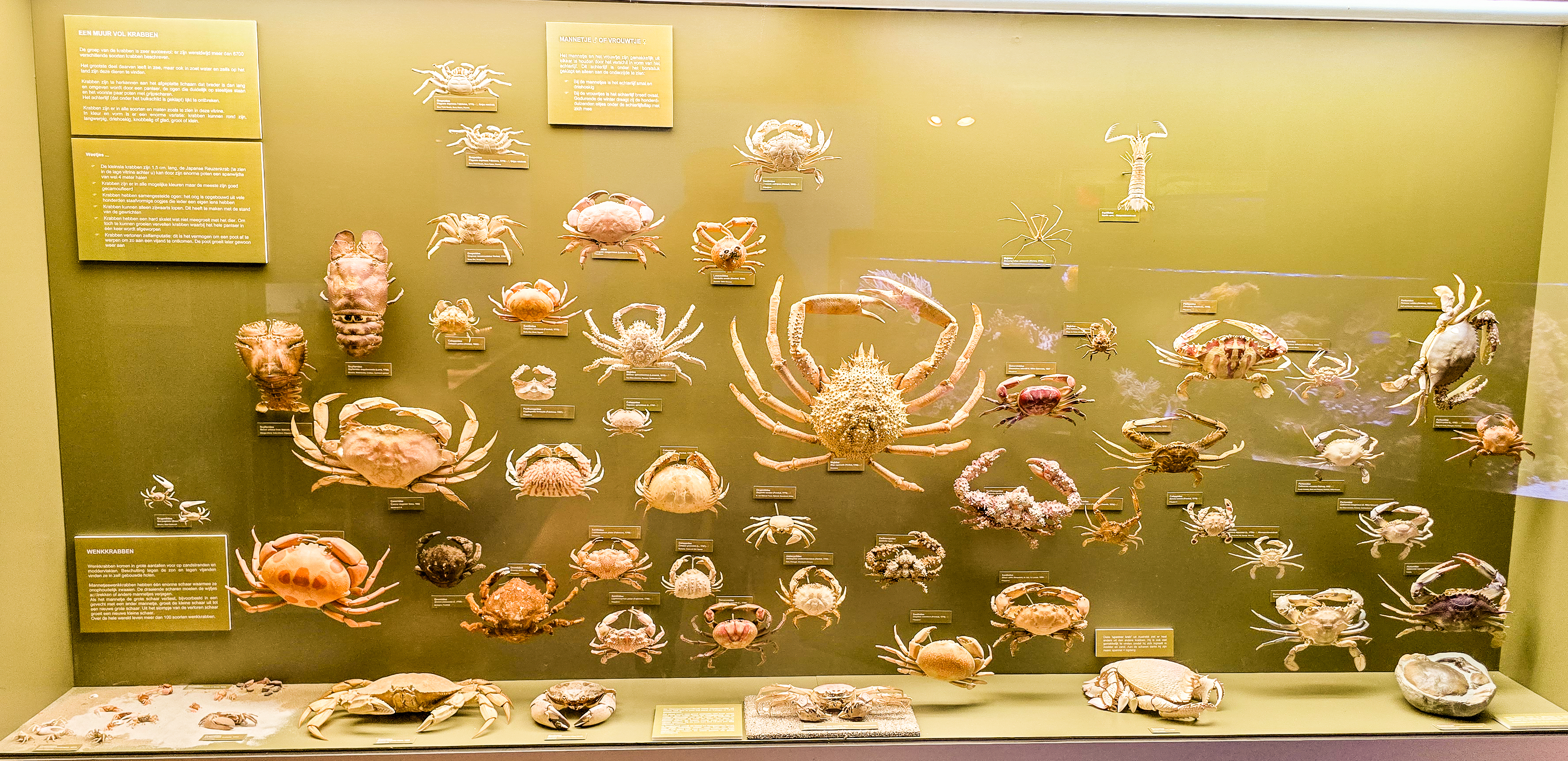
Rákok gyűjteménye a Scheveningen Múzeumban

A sarkvidékek kivételével szinte minden biotópban elterjedt ászkarákok nagyon fontos szerepet töltenek be a szerves anyagok lebontásában. A legnagyobb szárazföldi rák, a pálmatolvaj akár 4 kg-osra is megnőhet.
A vízi fajok többsége fenéklakó. Ezek jellemzően a fenéken mászkálva keresik táplálékukat, bár a homárok és a garnélarákok úszni is tudnak valamelyest. A felszínen lebegő fajok  elsősorban a táplálékláncban betöltött szerepük miatt jelentősek: a világítórákok sarkvidéki tengerekben élő 13 fajának hatalmas rajait összefoglalóan krillnek hívjuk. A délsarki krill közvetlenül a fitoplanktont fogyasztja és alakítja energiatartalmát a nagyobb állatok számára is (szekunder produkció), melyek nem képesek közvetlenül az algák fogyasztására, de a zooplanktonéra (benne a krillel) már igen. Ezek között találunk kisebb (halak vagy pingvinek) és nagyobb (fókák, sziláscetek) állatokat is.
Néhány faj parazita. Ilyenek például a haltetvek, amelyek halakon vérét szívják vagy az élősdi kacslábúak, amelyek tízlábú rákok belső élősködői.
Számos fajt halásznak, illetve aquakultúrákban tenyésztenek. 2007-ben a körülbelül 10 700 000 tonna rákot hasznosítottak, ezek nagy része a tízlábú rákok közül került ki (pl. languszta, garnélarák, homár), de a krill halászata is jelentős elsősorban Japánban. A trópusi mangrove erdőket elsősorban a garnélarákok tenyésztése érdekében irtják, számos környezeti és emberi problémát okozva ezzel (pl. a mangroveerdők nélkül a cunamik sokkal nagyobb pusztítást visznek végbe a tengerparti régiókban).

## A rákok a kultúrában
A rák megjelenik a görög mitológiában, Héraklész lerné hidrával folytatott küzdelmében. Innen kapta nevét a rák csillagkép is.